# Ceresia
Ceresia is een geslacht van rechtvleugeligen uit de familie sabelsprinkhanen (Tettigoniidae). De wetenschappelijke naam van dit geslacht is voor het eerst geldig gepubliceerd in 1928 door Uvarov.

## Soorten
Het geslacht Ceresia  is monotypisch en omvat slechts de volgende soort:
- Ceresia pulchripes (Péringuey, 1916)